# レンジャーズストライク
レンジャーズストライク (Rangers Strike)は、2006年2月から2011年3月までバンダイより発売されていた、日本のトレーディングカードゲーム。通称は「レンスト」。

## 概要
特撮テレビドラマ「スーパー戦隊シリーズ」30作を記念して作られ、2011年までに第1作『秘密戦隊ゴレンジャー』から最新作（第35作）『海賊戦隊ゴーカイジャー』までの戦隊を収録。
また「ザ・マスクドライダーEXP」（2007年6月22日）の発売により「仮面ライダーシリーズ」が、「スペシャルメタルエディション」（2008年5月）の発売により「メタルヒーローシリーズ」が収録されるようになった。2009年以降はこれら各シリーズと『燃えろ!!ロボコン』などの特撮作品を一本化、「クロスギャザー」シリーズとしてリニューアルされ、2011年3月発売のクロスギャザー第7弾「ザ・ベストパートナー」までシリーズが展開された。

## ストーリー・設定
第1弾ではこれまで戦隊を生み出してきた側と、それを複製して現出させた側（共に「アーカイヴ」と呼ばれる組織）の生き残りを賭けた対決というストーリーだったが、第2弾で何者かによって「闇の同盟（ダークアライアンス）」が解放されて世界が混乱に陥り、第4弾で闇の同盟を倒すために両陣営が協力体制に入ることになる。
第5弾にて異世界へ逃げた闇の同盟の残党を追ってボウケンジャー・マジレンジャー・ガオレンジャーの3戦隊が異世界へと渡り、ゲキレンジャーと出会う。時を同じくして、異世界からは仮面ライダー・メタルヒーローと呼ばれる存在がやって来た。

## 基本ルール
2人のプレイヤーがターン制でゲームを進行。
カードはキャラクターのカードである「ユニットカード」、劇中イベントを再現した「オペレーションカード」、ヒーローが乗るバイクなどのカード「ビークルカード」の3種があり、基本的にユニットカードが相手への攻撃を担当し、オペレーションカードとビークルカードはそれのサポートを行う。
相手ユニットカードへの攻撃（アタック）、相手へダメージを与える直接攻撃（ストライク）を使い分け、先に相手へ7点ダメージを与えたプレイヤーの勝利となる。

## カテゴリ
登場する戦隊、仮面ライダー、メタルヒーローは 5つのカテゴリに分けられている。さらに複数のカテゴリを併せ持つ「マルチカテゴリ」と呼ばれるカードもある。
ワイルドビースト (Wild Beast)
獣や恐竜、昆虫、ミラーモンスター、アンデッドなどの力を借りたヒーローで構成される。ストライクの速さが特徴。カテゴリカラーは赤。
所属戦隊
『ジュウレンジャー』、『ギンガマン』、『ガオレンジャー』、『アバレンジャー』、『ゲキレンジャー』、『ゴセイジャー』（一部のみ）
所属ライダー
『アマゾン』、『龍騎』、『剣』、『ディケイド』、『W』（一部のみ）、『オーズ/OOO』
所属メタルヒーロー
『ビーファイター』、『BFカブト』

アーステクノロジー (Earth Technology)
地球独自の科学の力で戦うヒーローで構成される、所属するヒーローの数が最も多い。保守に長けている。カテゴリカラーは緑。
所属戦隊
『ゴレンジャー』、『ジャッカー』、『バトルフィーバー』、『サンバルカン』、『ゴーグルファイブ』、『ダイナマン』、『チェンジマン』（一部のみ）、『ライブマン』、『ターボレンジャー』、『ファイブマン』、『ジェットマン』、『メガレンジャー』、『ゴーゴーファイブ』、『ボウケンジャー』、『シンケンジャー』、『ゴセイジャー』
所属ライダー
『初代』、『V3』、『X』、『ストロンガー』、『スカイ』、『スーパー1』、『ZX』、『真』、『ZO』、『クウガ』（一部のみ）、『アギト』（一部のみ）、『555』、『THE FIRST』、『THE NEXT』、『キバ』（一部のみ）、『ディケイド』、『W』、『オーズ/OOO』（一部のみ）
所属メタルヒーロー
『メタルダー』、『ジライヤ』（一部のみ）、『ジバン』、『ウインスペクター』、『ソルブレイン』、『エクシードラフト』、『ジャンパーソン』、『ブルースワット』、『ビーファイター』（一部のみ）、『BFカブト』（一部のみ）、『カブタック』、『ロボタック』
その他の所属ヒーロー
『キカイダー』、『キカイダー01』、『イナズマン』（一部のみ）、『大鉄人17』、『ロボコン(新)』

オーバーテクノロジー (Over Technology)
宇宙・未来・異世界の科学の力で戦うヒーローで構成される。パワーを貯めやすい。カテゴリカラーは青。
所属戦隊
『デンジマン』、『バイオマン』、『チェンジマン』（一部のみ）、『フラッシュマン』、『ファイブマン』（一部のみ）、『ジェットマン』（一部のみ）、『カーレンジャー』、『タイムレンジャー』、『デカレンジャー』、『ゴーオンジャー』、『ゴーカイジャー』
所属ライダー
『カブト』、『電王』、『ディケイド』、『W』（一部のみ）
所属メタルヒーロー
『ギャバン』、『シャリバン』、『シャイダー』、『ジャスピオン』、『スピルバン』、『ジライヤ』（一部のみ）、『ブルースワット』（一部のみ）、『カブタック』（一部のみ）
その他の所属ヒーロー
『バイクロッサー』

ミスティックアームズ (Mystic Arms)
気・忍術・魔法・超古代文明・鍛え抜かれた体・モヂカラなどといった超常的な力を用いて戦うヒーローで構成。カウンター能力に優れる。カテゴリカラーは黄。
所属戦隊
『チェンジマン』、『マスクマン』、『ダイレンジャー』、『カクレンジャー』、『オーレンジャー』、『ギンガマン』（一部のみ）、『ハリケンジャー』、『マジレンジャー』、『ボウケンジャー』（一部のみ）、『ゲキレンジャー』（一部のみ）、『シンケンジャー』、『ゴセイジャー』
所属ライダー
『BLACK』、『RX』、『J』、『クウガ』、『アギト』、『555』（一部のみ）、『剣』（一部のみ）、『響鬼』、『キバ』、『ディケイド』、『W』（一部のみ）
所属メタルヒーロー
『ジライヤ』、『ウインスペクター』（一部のみ）、『ソルブレイン』（一部のみ）、『エクシードラフト』（一部のみ）、『BFカブト』（一部のみ）
その他の所属ヒーロー
『イナズマン』

ダークアライアンス (Dark Alliance)
第2弾より登場。歴代戦隊・仮面ライダー・メタルヒーローの悪役や登場時に悪役だったキャラクターで構成される。強力だがリスクも併せ持つ。カテゴリカラーは紫。
マルチカテゴリ
複数のカテゴリを有するカード

## エクスパンションリスト
第1弾 英雄の再誕
- 発売型式：スターターボックス&ブースターパック&自販機ブースター
  - 全66種類+スターター専用カード4種
  - 収録作品(メモリアルカード除く)：『太陽戦隊サンバルカン』『大戦隊ゴーグルファイブ』『科学戦隊ダイナマン』
  - 『恐竜戦隊ジュウレンジャー』『激走戦隊カーレンジャー』『爆竜戦隊アバレンジャー』
  - 『特捜戦隊デカレンジャー』『魔法戦隊マジレンジャー』『轟轟戦隊ボウケンジャー』

2006年2月下旬発売。30戦隊のメモリアルカード（1戦隊につき1枚）がレアカードとして登場。一部イラストは石ノ森章太郎や野口竜が手がけた、その作品の放映当時のアイキャッチに使われたものが採用されている。
自販機ではこれらのレアカードが2回に1回の確率で出る仕組みになっていた。初版と再版が存在し、カードの仕様が一部異なる。カード裏面のレンジャーズストライクの文字の間に「・」が付いているものが初版。

第2弾 二人の黒騎士
- 発売型式ブースターパック&自販機ブースター
  - 全52種類
  - 収録作品：『秘密戦隊ゴレンジャー』『太陽戦隊サンバルカン』『科学戦隊ダイナマン』『超電子バイオマン』『電撃戦隊チェンジマン』
  - 『恐竜戦隊ジュウレンジャー』『激走戦隊カーレンジャー』『救急戦隊ゴーゴーファイブ』『忍風戦隊ハリケンジャー』
  - 『爆竜戦隊アバレンジャー』『特捜戦隊デカレンジャー』『魔法戦隊マジレンジャー』『轟轟戦隊ボウケンジャー』

2006年5月下旬発売。新勢力「ダークアライアンス」と母艦ユニットが初登場。
第3弾 三界の獅子
- 発売型式：ブースターパック&自販機ブースター
  - 全 52 種類+シークレットレアカード1種+スターター専用カード4種
  - 収録作品：『秘密戦隊ゴレンジャー』『超電子バイオマン』『電撃戦隊チェンジマン』『超獣戦隊ライブマン』
  - 『五星戦隊ダイレンジャー』『超力戦隊オーレンジャー』『激走戦隊カーレンジャー』『百獣戦隊ガオレンジャー』
  - 『忍風戦隊ハリケンジャー』『爆竜戦隊アバレンジャー』『特捜戦隊デカレンジャー』『轟轟戦隊ボウケンジャー』

2006年8月上旬発売。漫画家の村枝賢一がイラストを描き下ろした「アカレンジャー」のカードも収録。
巨大ロボのマルチ合体を再現した新ナンバー「ジョイントコンビネーション」が登場。また、同時期に1弾から3弾+スターター専用カードで組まれた二種類の構築済みデッキ（ダイタンケンをメインとした「轟の翼 〜ダイタンケン〜デッキ」と、ボウケンシルバーをメインとした「銀の冒険者 〜ボウケンシルバー〜デッキ」）も併せて発売された。
第4弾 四雄の覚醒
- 発売型式：ブースターパック&自販機ブースター
  - 全64種類+シークレットレアカード1種
  - 収録作品は『秘密戦隊ゴレンジャー』『科学戦隊ダイナマン』『超電子バイオマン』『超新星フラッシュマン』
  - 『超獣戦隊ライブマン』『五星戦隊ダイレンジャー』『超力戦隊オーレンジャー』『激走戦隊カーレンジャー』
  - 『未来戦隊タイムレンジャー』『百獣戦隊ガオレンジャー』『忍風戦隊ハリケンジャー』『爆竜戦隊アバレンジャー』
  - 『特捜戦隊デカレンジャー』『魔法戦隊マジレンジャー』『轟轟戦隊ボウケンジャー』

2006年11月下旬発売。本弾よりレアリティにノーマルレアが追加された。
アバレモードなどの戦隊のパワーアップ形態、『スーパー戦隊Vシネマ』からのカードも登場。

第5弾 五龍の激鱗
- 発売型式：スターターボックス&ブースターパック&自販機ブースター
  - 全100種類+シークレットレアカード2種+スターター専用カード5種
  - 収録作品：『秘密戦隊ゴレンジャー』『バトルフィーバーJ』『超電子バイオマン』
  - 『超新星フラッシュマン』『超獣戦隊ライブマン』『地球戦隊ファイブマン』『鳥人戦隊ジェットマン』
  - 『恐竜戦隊ジュウレンジャー』『五星戦隊ダイレンジャー』『超力戦隊オーレンジャー』『激走戦隊カーレンジャー』
  - 『未来戦隊タイムレンジャー』『百獣戦隊ガオレンジャー』『忍風戦隊ハリケンジャー』『爆竜戦隊アバレンジャー』
  - 『特捜戦隊デカレンジャー』『魔法戦隊マジレンジャー』『轟轟戦隊ボウケンジャー』『獣拳戦隊ゲキレンジャー』

2007年3月下旬発売。スターターボックスはこれまでの再録カードと新規カードで構成される基本セット的役割を果たす。同年の新戦隊であるゲキレンジャーも収録された。
第6弾 紅き六戦士の帰還
- 発売型式：ブースターパック&自販機ブースター
  - 全84種類+シークレットレアカード2種
  - 収録作品：『秘密戦隊ゴレンジャー』『電子戦隊デンジマン』『太陽戦隊サンバルカン』『科学戦隊ダイナマン』
  - 『超新星フラッシュマン』『光戦隊マスクマン』『地球戦隊ファイブマン』『恐竜戦隊ジュウレンジャー』
  - 『激走戦隊カーレンジャー』『星獣戦隊ギンガマン』『救急戦隊ゴーゴーファイブ』『未来戦隊タイムレンジャー』
  - 『百獣戦隊ガオレンジャー』『爆竜戦隊アバレンジャー』『特捜戦隊デカレンジャー』『魔法戦隊マジレンジャー』
  - 『轟轟戦隊ボウケンジャー』『獣拳戦隊ゲキレンジャー』

2007年9月21日発売。バルイーグルを始め、過去に収録されたレッド6人が新イラスト・新テキストで復活。曽我町子が演じた4キャラクターも収録された。

第7弾 七忍の炎陣
- 発売形式：スターターボックス&ブースターパック&自販機ブースター
  - 全74種類+シークレットレアカード1種+プロモーションレアカード1種+スターター専用カード3種
  - 収録作品：『バトルフィーバーJ』『科学戦隊ダイナマン』『光戦隊マスクマン』『鳥人戦隊ジェットマン』
  - 『忍者戦隊カクレンジャー』『星獣戦隊ギンガマン』『救急戦隊ゴーゴーファイブ』『未来戦隊タイムレンジャー』
  - 『百獣戦隊ガオレンジャー』『忍風戦隊ハリケンジャー』『特捜戦隊デカレンジャー』『魔法戦隊マジレンジャー』
  - 『獣拳戦隊ゲキレンジャー』『炎神戦隊ゴーオンジャー』

2008年3月下旬発売。本弾より新ルールとして「タッグストライク」が導入された他、巨大ロボの追加条件が緩和されて使いやすくなった。
また、同年の新戦隊であるゴーオンジャーも収録された。

第8弾 究極の八神
- 発売形式：ブースターパック&自販機ブースター
  - 全98種類+シークレットレアカード1種
  - 収録作品：『超電子バイオマン』『電撃戦隊チェンジマン』『鳥人戦隊ジェットマン』『恐竜戦隊ジュウレンジャー』
  - 『五星戦隊ダイレンジャー』『忍者戦隊カクレンジャー』『超力戦隊オーレンジャー』『星獣戦隊ギンガマン』　
  - 『百獣戦隊ガオレンジャー』『忍風戦隊ハリケンジャー』『特捜戦隊デカレンジャー』『魔法戦隊マジレンジャー』
  - 『轟轟戦隊ボウケンジャー』『獣拳戦隊ゲキレンジャー』『炎神戦隊ゴーオンジャー』

2008年9月下旬発売。

第9弾 蒼九の翼
- 発売形式：スターターボックス&ブースターパック&自販機ブースター
  - 全80種類+シークレットレアカード1種+スターター専用カード6種
  - 収録作品：『秘密戦隊ゴレンジャー』『ジャッカー電撃隊』『超獣戦隊ライブマン』『鳥人戦隊ジェットマン』
  - 『恐竜戦隊ジュウレンジャー』『忍者戦隊カクレンジャー』『電磁戦隊メガレンジャー』『星獣戦隊ギンガマン』　
  - 『救急戦隊ゴーゴーファイブ』『百獣戦隊ガオレンジャー』『特捜戦隊デカレンジャー』『魔法戦隊マジレンジャー』
  - 『轟轟戦隊ボウケンジャー』『獣拳戦隊ゲキレンジャー』『炎神戦隊ゴーオンジャー』『侍戦隊シンケンジャー』

2009年3月下旬発売。同年の新戦隊であるシンケンジャーも収録された。
空中戦を再現した新能力「ウィング」、巨大ロボによる一発逆転を再現した新能力「ブラスト」が登場。またS・M・L・XLに続き、巨大ロボに合体するマシンを1つのカードに纏めた新サイズ「スクランブル（SC)ユニット」が追加された。
テキストの書式を含むカードフォーマットも大きく変更され、クロスギャザーへの橋渡しも兼ねた最後の戦隊だけのエキスパンションとなった。

## 番外エクスパンションリスト

### ザ・マスクドライダーEXP
ザ・マスクドライダーEXP Vol.1
- 発売型式：スターターボックス&ブースターパック&自販機ブースター
  - 全62種類+シークレットレアカード1種+スターター専用カード16種
  - 収録作品(メモリアルカード除く)：『仮面ライダー』『仮面ライダーV3』『仮面ライダーストロンガー』
  - 『仮面ライダー（新）』『仮面ライダーBLACK』『仮面ライダークウガ』『仮面ライダーアギト』
  - 『仮面ライダー龍騎』『仮面ライダー555』『仮面ライダー響鬼』『仮面ライダーカブト』『仮面ライダー電王』

2007年6月22日発売。仮面ライダーシリーズをテーマにしたエクスパンション。歴代ライダーのメモリアルカードが登場する。
バイクとの連携をモチーフとした「ライディングコンビネーション」が登場する。

ザ・マスクドライダーEXP Vol.2
- 発売型式：スターターボックス&ブースターパック&自販機ブースター
  - 全83種類+シークレットレアカード1種+スターター専用カード8種
  - 収録される作品は『仮面ライダー』『仮面ライダーV3』『仮面ライダーX』『仮面ライダーZX』
  - 『仮面ライダークウガ』『仮面ライダーアギト』『仮面ライダー龍騎』『仮面ライダー555』『仮面ライダー剣』
  - 『仮面ライダー響鬼』『仮面ライダーTHE　FIRST』『仮面ライダーカブト』『仮面ライダー電王』『仮面ライダーTHE　NEXT』

2007年12月発売。前弾に収録のシャドームーンに続き、ライダーEXPにもダークアライアンスが本格参戦。また新能力「レジスト」が登場し、ユニットの生存力が上がる。
歴代の名シーン9つを再現した組み絵カードも収録された。

ザ・マスクドライダーEXP Vol.3
- 発売形式：スターターボックス&ブースターパック&自販機ブースター
  - 全70種類+シークレットレアカード1種+スターター専用カード10種
  - 収録作品：『仮面ライダー』『仮面ライダーアマゾン』『真・仮面ライダー～序章～』『仮面ライダーZO』『仮面ライダーJ』
  - 『仮面ライダーアギト』『仮面ライダー龍騎』『仮面ライダー555』『仮面ライダー剣』
  - 『仮面ライダー響鬼』『仮面ライダーカブト』『仮面ライダー電王』『仮面ライダーキバ』

2008年6月下旬発売。同年の新ライダーであるキバも参戦。
本弾の発売に合わせ、スーパーレア14種のカードフレーバーを一般から募集する「フレーバーコンテスト」が行われた。

ザ・マスクドライダーEXP Vol.4
- 発売形式：スターターボックス&ブースターパック&自販機ブースター
  - 全81種類+シークレットレアカード1種+スターター専用カード6種
  - 収録作品：『仮面ライダーストロンガー』『仮面ライダーBLACK』『仮面ライダーBLACK RX』『仮面ライダークウガ』『仮面ライダー龍騎』
  - 『仮面ライダー555』『仮面ライダー響鬼』『仮面ライダーカブト』『仮面ライダー電王』『仮面ライダーキバ』

2008年12月下旬発売。ヒーローのタイプチェンジを再現した新能力「モーフ」が登場。

### スペシャルメタルエディション
スペシャルメタルエディション
- 発売形式：ブースターパック&自販機ブースター
  - 全62種類+シークレットレアカード1種
  - 収録作品(メモリアルカード除く)：『宇宙刑事ギャバン』『宇宙刑事シャリバン』『巨獣特捜ジャスピオン』
  - 『超人機メタルダー』『世界忍者戦ジライヤ』『特捜ロボ ジャンパーソン』
  - 『ブルースワット』『重甲ビーファイター』『ビーロボカブタック』

2008年5月下旬発売。メタルヒーローシリーズをテーマにしたエクスパンションで、歴代メタルヒーローのメモリアルカードが登場する。
様々なマシンに乗り換えて戦う様子を再現した新能力「チェイス」が登場。

## クロスギャザーエキスパンションリスト
ザ・ファーストエンカウント
- 発売形式：スターターボックス&ブースターパック&自販機ブースター
  - 全94種類+シークレットレアカード1種+スターター専用カード6種
  - 収録作品：『仮面ライダーV3』『仮面ライダーアマゾン』『仮面ライダー（新）』『仮面ライダースーパー1』『仮面ライダーZX』
  - 『宇宙刑事シャイダー』『巨獣特捜ジャスピオン』『時空戦士スピルバン』『世界忍者戦ジライヤ』『高速戦隊ターボレンジャー』
  - 『特警ウインスペクター』『特救指令ソルブレイン』『超力戦隊オーレンジャー』『激走戦隊カーレンジャー』　　
  - 『ビーファイターカブト』『燃えろ!!ロボコン』『仮面ライダーアギト』『仮面ライダー龍騎』
  - 『爆竜戦隊アバレンジャー』『仮面ライダー剣』『特捜戦隊デカレンジャー』『獣拳戦隊ゲキレンジャー』
  - 『仮面ライダーキバ』『炎神戦隊ゴーオンジャー』『仮面ライダーディケイド』『侍戦隊シンケンジャー』

2009年6月下旬発売。戦隊、ライダー、メタル、その他混合の初のエキスパンション。本弾より新たに2つ以上のカテゴリーを併せ持つマルチカテゴリーという特性を持つカードが登場。
同年の新ライダーであるディケイドも参戦しており、ディケイドがカメンライドで変身したライダーのカードも一部収録されている。

ザ・ドラゴンタイガー
- 発売形式：スターターボックス&ブースターパック&自販機ブースター
  - 全94種類+シークレットレアカード1種+スターター専用カード9種
  - 収録作品：『人造人間キカイダー』『仮面ライダースーパー1』『宇宙刑事ギャバン』『科学戦隊ダイナマン』『宇宙刑事シャイダー』
  - 『機動刑事ジバン』『特警ウインスペクター』『地球戦隊ファイブマン』『特級指令ソルブレイン』
  - 『五星戦隊ダイレンジャー』『ブルースワット』『重甲ビーファイター』『ビーファイターカブト』
  - 『星獣戦隊ギンガマン』『テツワン探偵ロボタック』『救急戦隊ゴーゴーファイブ』『仮面ライダークウガ』
  - 『仮面ライダーアギト』『仮面ライダー龍騎』『仮面ライダー555』『仮面ライダー剣』
  - 『特捜戦隊デカレンジャー』『仮面ライダー響鬼』『仮面ライダーカブト』『仮面ライダー電王』
  - 『獣拳戦隊ゲキレンジャー』『仮面ライダーディケイド』『侍戦隊シンケンジャー』『仮面ライダーW』

2009年9月下旬発売。ゲームを自分好みにカスタマイズ可能なコマンダーカードが初登場。
ディケイドが歴代ライダーを変形させたFFRのカードや、同年の新ライダーであるWも参戦。宮内洋と笹野高史が演じたキャラクターも収録される。

ザ・Wインパクト
- 発売形式：スターターボックス&ブースターパック&自販機ブースター
  - 全94種類+シークレットレアカード1種+リミテッドカード（限定カード）1種+スターター専用カード9種
  - 収録作品：『仮面ライダー』『仮面ライダーV3』『イナズマン』『仮面ライダーストロンガー』『宇宙刑事ギャバン』
  - 『仮面ライダーBLACK』『世界忍者戦ジライヤ』『重甲ビーファイター』『超力戦隊オーレンジャー』
  - 『激走戦隊カーレンジャー』『ビーファイターカブト』『ビーロボカブタック』『星獣戦隊ギンガマン』
  - 『テツワン探偵ロボタック』『救急戦隊ゴーゴーファイブ』『仮面ライダークウガ』『百獣戦隊ガオレンジャー』
  - 『仮面ライダー龍騎』『忍風戦隊ハリケンジャー』『仮面ライダー555』『爆竜戦隊アバレンジャー』
  - 『仮面ライダー響鬼』『魔法戦隊マジレンジャー』『仮面ライダーカブト』『獣拳戦隊ゲキレンジャー』
  - 『仮面ライダーディケイド』『侍戦隊シンケンジャー』『仮面ライダーW』

2009年12月上旬にスターターボックスが、同下旬にブースターパックと自販機ブースターがそれぞれ発売。小林昭二が演じたキャラクターも収録される。

ザ・ジェットアクセル
- 発売形式：スターターボックス&ブースターパック&自販機ブースター
  - 全94種類+シークレットレアカード1種+リミテッドカード2（限定カード）1種+スターター専用カード9種
  - 収録作品：『秘密戦隊ゴレンジャー』『宇宙刑事シャイダー』『兄弟拳バイクロッサー』『時空戦士スピルバン』『仮面ライダーBLACK RX』
  - 『恐竜戦隊ジュウレンジャー』『特捜ロボ ジャンパーソン』『激走戦隊カーレンジャー』『電磁戦隊メガレンジャー』
  - 『星獣戦隊ギンガマン』『仮面ライダークウガ』『仮面ライダーアギト』『百獣戦隊ガオレンジャー』
  - 『仮面ライダー龍騎』『忍風戦隊ハリケンジャー』『仮面ライダー555』『仮面ライダー剣』
  - 『特捜戦隊デカレンジャー』『仮面ライダー電王』『獣拳戦隊ゲキレンジャー』『炎神戦隊ゴーオンジャー』
  - 『仮面ライダーディケイド』『侍戦隊シンケンジャー』『仮面ライダーW』『天装戦隊ゴセイジャー』

2010年3月上旬にスターターボックスが、同下旬にブースターパックと自販機ブースターがそれぞれ発売。同年の新戦隊であるゴセイジャーも参戦する。

ザ・チケットブレイカー
- 発売形式：スターターボックス&ブースターパック&自販機ブースター
  - 全90種類+シークレットレアカード2種+スターター専用カード9種（うち3種はライダーチケット）
  - 収録作品：『キカイダー01』『仮面ライダーX』『大戦隊ゴーグルファイブ』『時空戦士スピルバン』
  - 『恐竜戦隊ジュウレンジャー』『ビーロボカブタック』『テツワン探偵ロボタック』『救急戦隊ゴーゴーファイブ』
  - 『仮面ライダー龍騎』『爆竜戦隊アバレンジャー』『仮面ライダー剣』『特捜戦隊デカレンジャー』
  - 『仮面ライダー響鬼』『魔法戦隊マジレンジャー』『仮面ライダーカブト』『轟轟戦隊ボウケンジャー』
  - 『仮面ライダー電王』『獣拳戦隊ゲキレンジャー』『仮面ライダーキバ』『炎神戦隊ゴーオンジャー』
  - 『仮面ライダーディケイド』『侍戦隊シンケンジャー』『仮面ライダーW』『天装戦隊ゴセイジャー』

2010年6月下旬発売。発売スタート当初から新旧全戦隊が集結。呪文詠唱や、カードの使用を再現した新能力「リード」が登場。

ザ・ギガンテックタイタン
- 発売形式：ブースターパック&自販機ブースター
  - 全100種類（新規カード65種類+再録カード35種類）+シークレットレアカード2種類
  - 収録品：『大鉄人17』『仮面ライダー（新）』『超新星フラッシュマン』『仮面ライダーアギト』
  - 『百獣戦隊ガオレンジャー』『仮面ライダー龍騎』『忍風戦隊ハリケンジャー』『仮面ライダー555』
  - 『爆竜戦隊アバレンジャー』『仮面ライダー剣』『特捜戦隊デカレンジャー』『仮面ライダー響鬼』
  - 『魔法戦隊マジレンジャー』『仮面ライダーカブト』『轟轟戦隊ボウケンジャー』『仮面ライダー電王』　
  - 『獣拳戦隊ゲキレンジャー』『仮面ライダーキバ』『炎神戦隊ゴーオンジャー』『侍戦隊シンケンジャー』
  - 『仮面ライダーW』『天装戦隊ゴセイジャー』『仮面ライダーオーズ/OOO』

2010年10月上旬発売。同年の新ライダーであるオーズも参戦、歴代の劇場用作品に因んだカードも多数収録された。
1人・1体で戦況を変えうるエースクラスのキャラクターの強さを再現した新能力「ブレイカー」が登場。また『隠流忍術』や『デンジマシーン』といった強力カードがブースターで再録された。

ザ・ベストパートナー
- 発売形式：スターターボックス&ブースターパック&自販機ブースター

-   - 全89種類+α（新規カード68種類+再録カード21種類）+シークレットレアカード2種類+スターター専用カード6種類
  - 収録作品；『仮面ライダー』『仮面ライダーV3』『仮面ライダーストロンガー』『宇宙刑事シャイダー』
  - 『特捜エクシードラフト』『恐竜戦隊ジュウレンジャー』『ビーロボカブタック』『星獣戦隊ギンガマン』
  - 『百獣戦隊ガオレンジャー』『仮面ライダー龍騎』『忍風戦隊ハリケンジャー』『仮面ライダー555』
  - 『爆竜戦隊アバレンジャー』『特捜戦隊デカレンジャー』『魔法戦隊マジレンジャー』『仮面ライダーカブト』
  - 『獣拳戦隊ゲキレンジャー』『炎神戦隊ゴーオンジャー』『仮面ライダーディケイド』『侍戦隊シンケンジャー』
  - 『仮面ライダーW』『天装戦隊ゴセイジャー』『仮面ライダーオーズ/OOO』『海賊戦隊ゴーカイジャー』

2011年3月下旬発売。1枚のカードに2人のヒーローが描かれたクロスカードが新登場。
同年の新戦隊であるゴーカイジャーも参戦する他、『特捜エクシードラフト』の参戦により、メタルヒーローシリーズも全作品の主人公勢が揃った。

## カード

### レアリティ
レアリティの低い順に記載。カッコ内は略称。
ノーマルカード (N)通常のカード。
ノーマルレアカード (NR)第4弾より登場。カード下部のカードナンバーの後に星印が付く。
レアカード (R)カードテキスト部分に一部箔押しが施されたカード。
XG第5弾から、ブースターパックはレインボー箔押し仕様、自販機ブースターは全箔押し仕様。
スーパーレアカード (SR)ホロ処理が施されたカード。パック版とカードダス自販機版とでホロのパターンが異なる。
シークレットレアカード (SC)
第3弾より登場。上記の4種とは別のカードナンバーを持ち、自販機版に付属するカードリストにはカード名が記載されない。
こちらにはホロ処理とテキスト部の一部箔押しが施されており、SR同様パック版と自販機版との間でホロのパターンが異なっている。
当初は既出エクスパンションに収録されたカードのイラスト・能力名・フレーバーテキストを変更したものであったが、第4弾以降は完全新規のカードも登場した。
プロモーションレアカード
第7弾にて登場。ホロ処理とテキスト部分に赤い箔押しが施され、SR同様パック版と自販機版との間でホロのパターンが異なっている。
RとSRにはスターターにのみ封入される専用カードも存在する。

### プロモーションカード
公式・公認大会その他催事の賞品、ガイドブック、バインダーなどに封入されるスペシャルカード。SCとも異なる独自のカードナンバー「PR」（あるいは「PK」。クロスギャザーリニューアル後は「XP」）でカウントされる。
カードの種類はSCと同様に、既出エクスパンションのカードのバリエーションと完全新規のカードが存在する。前者の場合人気が高いカードが選ばれるものが多く、このカードとして出ることでショップでの価格が激変することもある。

## 主なイラストレーター
- 獅子猿
- funbolt
- 森下直親
- K2商会
- 横田守
- A'sまりあ
- F.M.U
- 前河悠一
- Mがんぢー
- 村枝賢一
- 長谷川裕一
- 雨宮慶太
- 村上ヒサシ
- 下田竜彦
- 小城崇志
- ケン・ナガサキ
- カスミカヲル
- 松本エイト
- NAKAGAWA